# يو إف سي 139
يو إف سي 139: شوغون ضد هندرسون (بالإنجليزية: UFC 139: Shogun vs. Henderson)‏ هو حدث لفنون القتال المختلطة نظمته يو إف سي، أُقيم في 19 نوفمبر 2011، على ساب سنتر في سان خوسيه، كاليفورنيا، الولايات المتحدة.